# Виллем III
Ви́ллем III, Ви́льгельм III (нидерл. Willem III, нем. Wilhelm III., фр. Guillaume III), Ви́ллем Алекса́ндр Па́уль Фре́дерик Ло́девейк (нидерл. Willem Alexander Paul Frederik Lodewijk; 19 февраля 1817, Брюссель — 23 ноября 1890, Хет Лоо) — король Нидерландов и великий герцог Люксембургский с 17 марта 1849 года, герцог Лимбургский. Сын Виллема II и Анны Павловны. 7 апреля 1817 года был награждён орденом Св. Андрея Первозванного. Приходился внуком российскому императору Павлу I.
Последний представитель Оранской династии на нидерландском престоле по прямой мужской линии.

## Биография
В 1827 году, в возрасте десяти лет, он стал почетным полковником в Королевской армии Нидерландов. В 1830-х годах, он служил лейтенантом в полку гренадеров. В 1834 году он стал почётным командиром 5-го гренадерского Киевского полка в Российской императорской армии. В 1834—1837 годах посещал Лейденский университет. Военная служба наложила тяжелый отпечаток на характер Виллема — он стал раздражителен и груб. Между принцем и его отцом существовали разногласия, вследствие которых принц в течение кратковременного царствования Виллема II почти не принимал участия в государственных делах. Нидерландский народ радостно приветствовал вступившего в 1849 году на престол молодого короля.

## Конституционализм правления
Виллем III считал долгом держаться в рамках конституции, которую скрепил своей присягой. Это не помешало ему в первые два десятилетия своего правления уволить несколько либеральных правительств и распустить Генеральные штаты, установив консервативные правительства, которые правили до тех пор, пока имели поддержку в парламенте. Он позволил себе только один раз открытое противоречие с советниками короны — в 1853 году, когда вследствие заключенного либеральным правительством соглашения с Папской курией была введена католическая епископская иерархия в Нидерландах, и бо́льшая протестантская часть нидерландского населения была возмущена. В Амстердаме королю была вручена массовая петиция протестантов, и он заявил, что это народное движение ещё сильнее скрепляет узы, соединяющие Оранский дом с нидерландским народом. Вследствие такого заявления правительство Торбеке вышло в отставку, уступив место консервативному кабинету.
В 1862 году Торбеке вновь встал во главе правления. Он реформировал систему налогов, провел Закон о реальных училищах, отменил рабство в Вест-Индии, но потерпел неудачу в попытке перестроить колониальное управление и отменить введенную в 1830 году на Яве систему тяжелого, но выгодного для государства барщинного труда. Сменившему ему консервативному кабинету Нюфельта пришлось решить люксембургский вопрос.
В 1871 году король продал свои гвинейские владения Великобритании, получив в обмен за то свободу действий на Суматре. Здесь в 1873 году началась война с султаном Ачеха, не захотевшим признать протекторат Нидерландов, затянувшаяся почти на 30 лет, так как множество нидерландских солдат умирало от тропических болезней, а расходы на экспедицию были огромны.
Во время празднования 300-летней годовщины начала войны за независимость Нидерландов, 1 апреля 1872 года, Виллем III публично прочёл то место из акта об освобождении от испанского владычества, в котором заявляется, что государи существуют для народов, а не народы для государей. Вслед за тем он выразил гарлемскому епископу в частной аудиенции своё негодование по поводу ультрамонтанской агитации, имевшей целью воспрепятствовать празднованию упомянутой годовщины.
В июле 1874 года установилось консервативное министерство Геемскерка, удержавшееся, благодаря искусной поддержке короля, до сентября 1877 года. Либеральное министерство Каппейне успело только провести новый школьный закон и уступило в 1878 году место умеренному кабинету Лейндена.
В 1881 году был издан новый уголовный кодекс. На выборах 1885 года оказалось избранным одинаковое число либералов и консерваторов; и последние тормозили все мероприятия правительства. Генеральные штаты были вновь в 1886 году распущены королём, и на этот раз либералы получили небольшое преимущество.
Усиление социал-демократического движения в Нидерландах, как и во всей Европе, беспорядки 1886 года в Амстердаме и других городах, заставили консерваторов пойти на уступки оппозиционным настроениям. 1 декабря 1886 года были приняты поправки в конституцию, касавшиеся избирательного права, увеличив число избирателей на 200 000 человек. Однако на выборах 1886 года либералы лишь в нижней палате оказались в большинстве. 
Виллем был человеком высокого роста, обладал большой физической силой и могучим громким голосом. По натуре он был чувствен, вспыльчив, самоуверен и капризен как ребёнок. Британская королева Виктория в своих дневниках оставила нелестную характеристику нидерландского монарха как «необразованного фермера». Он бывал нежен и добр со своими детьми, обожал театр, искусство, музыку, но был подвержен внезапным пугающим переменам настроения, бывал резок и даже жесток в гневе. Сказывались и не сложившиеся отношения с женой, Софией Вюртембергской. Усугубляла эти качества прямолинейность, доходившая до грубости. Виллем делал резкие и подчас унизительные замечания придворным, если его приказы недостаточно быстро исполнялись, или он подозревал, что к нему относятся без должного уважения. Так, король в запальчивости приказал арестовать мэра Гааги, оштрафовал неловко прикуривавшего ему сигару лакея, отправил на гауптвахту нерасторопно отдавшего ему честь конвойного офицера, мог запросто ударить или пнуть ногой слугу, не говоря уж об охотничьей собаке. Министры его откровенно боялись, а буржуазно-либеральные круги не любили монарха как за резкий характер и консервативные взгляды, так и за экономическую недальновидность (при нём были розданы концессии на добычу стратегических полезных ископаемых иностранным компаниям). Большинство окружавших короля людей соглашались, что он был в какой-то степени эмоционально неуравновешен, но относились к нему с уважением. К концу правления Виллем был весьма непопулярен среди состоятельных классов общества, давших ему прозвище «Горилла». В 1888-1889 годах умственное состояние короля ухудшилось и стало близко к деменции, фактически в последние два года жизни страной управлял Государственный Совет и королева Эмма. Вместе с тем простые люди ценили его за неукоснительное соблюдение конституционного порядка. Им также импонировал живой и динамичный характер короля, настоящего властного монарха, способного постоять за свою страну и приструнить нерадивых государственных чиновников.

## Отношения с Германией
В качестве великого герцога люксембургского и герцога Лимбургского нидерландский король был до 1866 года членом Германского союза. С тех пор он стал относиться к Пруссии со значительным недоверием. Когда началась франко-прусская война, Виллем III вместе с большей частью своего народа надеялся, что победа останется на стороне Франции.
Объединение Германии вызвало в Нидерландах опасения за независимость своей страны. Даже Торбеке, всегда стоявший за сокращение военного бюджета, счел необходимым усиление боеготовности страны. Палата, однако, отказалась от установления всеобщей воинской повинности, лишь приняв в 1872 году Закон о крепостях.

## Семья. Проблема престолонаследия. Конец унии с Люксембургом
18 июня 1839 года в Штутгарте Виллем женился на своей двоюродной сестре Софии Вюртембергской (матери супругов были дочерьми российского императора Павла I), у них было три сына:
- Виллем Николас Александр Фредерик Карель Хенрик (1840—1879) — наследник престола Нидерландов и Люксембурга в 1849—1879 годах, женат не был, детей не имел, умер в Париже от тифа,
- Виллем Фредерик Морис Александр Хенрик Карель (1843—1850) — умер в детстве,
- Виллем Александр Карель Хенрик Фредерик (1851—1884) — наследник престола после смерти старшего брата в 1879—1884 годах, женат не был, детей не имел, умер от тифа в Гааге.

В 1879 году Виллем III, не ладивший со старшим сыном от первого брака (умершим ещё при жизни Виллема), вступил во второй брак с молодой принцессой Эммой Вальдек-Пирмонтской, дочерью князя Георга Виктора Вальдек-Пирмонтского и Елены Нассауской, которая умела умерить его пыл и во многом сглаживала капризный нрав пожилого монарха. Их единственная дочь принцесса Вильгельмина стала королевой после смерти отца в 1890 году, так как второй сын Виллема также умер молодым в 1884 году. В силу закона о регентстве, изданного в 1884 году, на время малолетства дочери королева Эмма стала правительницей Нидерландов. Между тем в великом герцогстве Люксембургском, где женская линия не пользовалась правом престолонаследия в силу салического закона, престол не мог перейти к Вильгельмине, и Люксембург возглавил ровесник Виллема принц Нассауский Адольф.